# Sara Heinämaa
Sara Maria Johanna Heinämaa, född 18 november 1960 i Helsingfors, är en finländsk filosof och kvinnoforskare. 
Heinämaa blev filosofie doktor 1996, docent i filosofi vid Helsingfors universitet 1997 och lektor 2001. Hon var 1998–2008 professor vid centret för kvinno- och könsforskning vid Oslo universitet och 1999–2001 professor i kvinnoforskning vid Åbo universitet. Hon har bland annat studerat Maurice Merleau-Pontys och Simone de Beauvoirs kroppsfenomenologi samt könsteorierna i den moderna filosofin.